# 스팬 (단위)

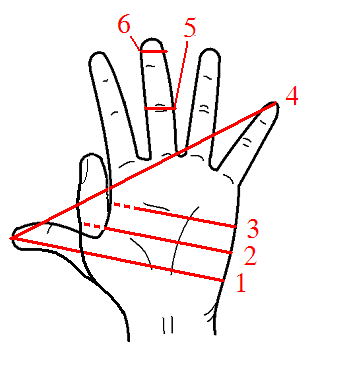
그레이트 스팬 (4)을 포함한 일부 손 기반 측정.

스팬(span)은 사람의 손으로 측정되는 거리로서, 엄지손가락 끝에서 새끼손가락 끝까지를 가리킨다. 고대에 스팬은 큐빗의 반절로 간주되었다. 그레이트 스팬(great span: 엄지손가락에서 새끼손가락)과 리틀 스팬(little span: 집게손가락에서 새끼손가락)으로 구별하기도 한다.

## 역사
고대 그리스어 본문에서 스팬은 적어도 고졸기 시대부터 고대 그리스의 고정된 측정 단위로 사용되었다.

## 스팬의 크기

### 잉글랜드 단위
1 스팬= 9 인치
= 0.2286 m

## 같이 보기
- 측정 단위

## 참고 문헌
- Lyle V. Jones. 1971. “The Nature of Measurement.” In: Robert L. Thorndike (ed.), Educational Measurement. 2nd ed. Washington, DC: American Council on Education, pp. 335–355.